# Khirane
Khirane è un comune dell'Algeria, situato nella provincia di Khenchela.